# Retha rustica
Retha rustica är en fjärilsart som beskrevs av Clarke 1978. Retha rustica ingår i släktet Retha och familjen plattmalar. Inga underarter finns listade i Catalogue of Life.